# Réseau Félix Trombe - Henne Morte
Le réseau Félix Trombe - Henne Morte ou réseau Coume Ouarnède est un réseau karstique souterrain formé d'une succession de puits et de galeries creusés dans le calcaire.
C'est un réseau mythique pour les spéléologues du monde entier. Il tire une partie de son nom d'un célèbre spéléologue français : Félix Trombe.

## Géographie
Le réseau Félix Trombe - Henne Morte est situé sur le massif d'Arbas dans la chaîne des Pyrénées, au sud du département de la Haute-Garonne en région Occitanie, à cheval sur les communes d'Arbas et d'Herran.

## Le réseau
Le réseau Félix Trombe - Henne Morte est  le plus long réseau souterrain de France avec 126 kilomètres de galeries et 61 entrées. C'est une cavité complexe du fait notamment de son dénivelé global important (1 001 mètres) et de ses nombreuses entrées.
Les principales cavités qui constituent ce réseau sont :
- La Henne Morte
- Le gouffre Pierre
- Le gouffre Raymonde
- La grotte de Pène Blanque
- Le trou du Vent,
- Le gouffre de la Fraternité, l'entrée la plus haute (1476 m).
- Le trou Mile

Et aussi :
- Le gouffre de l'Amazonie
- Le gouffre Barnache
- Le gouffre Bernard
- Le gouffre Bernard Gabaig
- Le gouffre Blagnac
- Le puits Bonin
- Le gouffre Cécile
- Le gouffre de la Coquille
- La grotte des Commingeois
- La grotte de Coume Nère
- Le gouffre des Deux Jean-Paul
- Les gouffres Duplessis
- Le puits des Fuxéens
- La grotte du Goueil di Her, le trop plein de l'exsurgence la plus basse (492 m).
- Le gouffre des Hérétiques
- Le puits de l'If
- Le gouffre Jean-Denis
- Le gouffre de la Laspapoulosmose
- Le gouffre Martine
- Le gouffre Michelle
- Le gouffre Odon
- Le trou Oxykarst 31
- Le trou Patrick
- Le gouffre du Pont de Gerbaut
- La grotte des Provençaux
- Le gouffre des Pyrénois
- Le gouffre du Québec
- Le gouffre du Sahel
- Le gouffre du Sarrat dech Méné
- Le gouffre de l'Apocalypse
- etc.

## Traversée intégrale (2001)
Les 15 et 16 septembre 2001 en 22 heures , une vingtaine de spéléos parcourent l'intégralité du réseau de l'ancien point le plus haut (le gouffre de la Coquille) au point le plus bas du réseau (le Goueil di Her).

## Sources
1. "Equipements en fixe", novembre 2018 sur CDS31.net
2. « La Coume Ouarnède réseau Félix Trombe Henne Morte » (consulté le 14 février 2024)